# آموس روبرتس
آموس روبرتس (بالإنجليزية: Amos Roberts)‏ هو لاعب دوري الرغبي أسترالي، ولد في 2 نوفمبر 1980 في كيمبسي في أستراليا.